# Euryopis nubila
Euryopis nubila là một loài nhện trong họ Theridiidae.
Loài này thuộc chi Euryopis. Euryopis nubila được Eugène Simon miêu tả năm 1889.